# 히라이테
《히라이테》(일본어: ひらいて)는 2021년 일본의 로맨스 드라마 영화이다.

## 출연
주연
- 야마다 안나 - 키무라 아이 (木村愛) 역
- 사쿠마 류토(일본어판) - 니시무라 타토에 (西村たとえ) 역
- 이모 하루카(일본어판) - 신도 미유키 (新藤美雪) 역

조연
- 이타야 유카(일본어판) - 키무라 요리코 (木村頼子) 역
- 타나카 미사코(일본어판) - 신도 이즈미 (新藤泉) 역
- 하기와라 마사토 - 니시무라 타카시 (西村崇) 역
- 야마모토 히로시(일본어판) - 담임 선생님 오카노야 (岡野屋) 역
- 카와이 아오바(일본어판) - 일본어 선생님 후지타니 (藤谷) 역
- 키노시타 아카리(일본어판) - 학교 간호사 모리야 (守屋) 역
- 스즈키 미우(일본어판) - 타케우치 미카 (竹内ミカ) 역
- 타나카 타케토(일본어판) - 타다 켄 (多田健) 역